# Calendrier international féminin UCI 2014
Le calendrier international féminin UCI 2014 regroupe les compétitions féminines de cyclisme sur route organisées sous le règlement de l'Union cycliste internationale durant la saison 2014.
Il comprend la Coupe du monde de cyclisme sur route féminine 2014 et les championnats du monde de cyclisme sur route 2014.

## Calendrier des épreuves

### Janvier
| Date  | Course                   | Classe | Vainqueur     | Équipe           |
| ----- | ------------------------ | ------ | ------------- | ---------------- |
| 14-18 | Tour féminin de San Luis | 2.2    | Alison Powers | UnitedHealthcare |

### Février
| Date | Course                                 | Classe | Vainqueur         | Équipe                       |
| ---- | -------------------------------------- | ------ | ----------------- | ---------------------------- |
| 4-7  | Tour du Qatar                          | 2.1    | Kirsten Wild      | Giant-Shimano                |
| 21   | Championnat d'Océanie-contre-la-montre | CC     | Shara Gillow      | Équipe nationale d'Australie |
| 22   | Championnat d'Océanie-course en ligne  | CC     | Jessica Allen     | Équipe nationale d'Australie |
| 26-2 | Tour du Costa Rica                     | 2.2    | Olga Zabelinskaïa | RusVelo                      |

### Mars
| Date  | Course                                   | Classe | Vainqueur            | Équipe                          |
| ----- | ---------------------------------------- | ------ | -------------------- | ------------------------------- |
| 1     | Circuit Het Nieuwsblad                   | 1.2    | Amy Pieters          | Giant-Shimano                   |
| 5     | Le Samyn des Dames                       | 1.2    | Emma Johansson       | Orica-AIS                       |
| 6     | Grand Prix GSB (en)                      | 1.1    | Olga Zabelinskaïa    | RusVelo                         |
| 7     | Grand Prix de Oriente (en)               | 1.1    | Mara Abbott          | UnitedHealthcare                |
| 8     | Grand Prix du Salvador                   | 1.1    | Alena Amialiusik     | Astana BePink Womens            |
| 9     | Omloop van het Hageland                  | 1.2    | Elizabeth Armitstead | Boels Dolmans                   |
| 11-16 | Tour du Salvador                         | 2.1    | Mara Abbott          | UnitedHealthcare                |
| 13    | Drenthe 8                                | 1.2    | Chantal Blaak        | Équipe nationale des Pays-Pas   |
| 15    | Tour de Drenthe                          | CDM    | Elizabeth Armitstead | Boels Dolmans                   |
| 16    | Novilon Euregio Cup                      | 1.2    | Kirsten Wild         | Giant-Shimano                   |
| 23    | Cholet-Pays de Loire                     | 1.2    | Emma Johansson       | Équipe nationale du Suède       |
| 23    | GP Comune di Cornaredo                   | 1.2    | Shelley Olds         | Alé Cipollini                   |
| 30    | Trofeo Alfredo Binda-Comune di Cittiglio | CDM    | Emma Johansson       | Orica-AIS                       |
| 30    | Gand-Wevelgem féminin                    | 1.2    | Lauren Hall          | Équipe nationale des États-Unis |

### Avril
| Date | Course                                 | Classe | Vainqueur              | Équipe                        |
| ---- | -------------------------------------- | ------ | ---------------------- | ----------------------------- |
| 6    | Tour des Flandres                      | CDM    | Ellen van Dijk         | Boels Dolmans                 |
| 7    | Grand Prix international de Dottignies | 1.2    | Giorgia Bronzini       | Wiggle Honda                  |
| 8-10 | Tour de Thaïlande                      | 2.2    | Meng Zhao Juan         | Équipe nationale de Hong Kong |
| 9-13 | Energiewacht Tour                      | 2.2    | Lucinda Brand          | Rabo Liv Women                |
| 18   | Winston Salem Cycling Classic          | 1.2    | Shelley Olds           | Alé Cipollini                 |
| 20   | Ronde van Gelderland                   | 1.2    | Kirsten Wild           | Giant-Shimano                 |
| 23   | Flèche wallonne                        | CDM    | Pauline Ferrand-Prévot | Rabo Liv Women                |
| 26   | Omloop van Borsele                     | 1.2    | Chloe Hosking          | Hitec Products                |
| 27   | Dwars door de Westhoek                 | 1.1    | Anna van der Breggen   | Rabo Liv Women                |

### Mai
| Date  | Course                                                  | Classe | Vainqueur            | Équipe                           |
| ----- | ------------------------------------------------------- | ------ | -------------------- | -------------------------------- |
| 1-5   | Gracia Orlova                                           | 2.2    | Paulina Brzeźna      | TKK Pacific Toruń                |
| 2     | Tour d'Overijssel                                       | 1.1    | Lisa Brennauer       | Specialized-Lululemon            |
| 2-4   | Festival luxembourgeois du cyclisme féminin Elsy Jacobs | 2.1    | Anna van der Breggen | Rabo Liv Women                   |
| 7-11  | The Women's Tour                                        | 2.1    | Marianne Vos         | Rabo Liv Women                   |
| 8     | Championnat panaméricain-contre-la-montre               | CC     | Evelyn Stevens       | Équipe nationale des États-Unis  |
| 10    | Championnat panaméricain-course en ligne                | CC     | Arlenis Sierra       | Équipe nationale de Cuba         |
| 14-16 | Tour de l'île de Chongming                              | 2.1    | Kirsten Wild         | Giant-Shimano                    |
| 17    | Trofee Maarten Wynants                                  | 1.2    | Maaike Polspoel      | Giant-Shimano                    |
| 17    | Coupe de la Fédération du Venezuela                     | 1.2    | Angie González       | Équipe nationale du Venezuela    |
| 18    | Clasico FVCiclismo Corre Por la VIDA                    | 1.2    | Zuralmy Rivas        | Équipe nationale du Venezuela    |
| 18    | Tour of Chongming Island World Cup                      | CDM    | Kirsten Wild         | Giant-Shimano                    |
| 20    | Grand Prix de Maykop                                    | 1.2    | Yulia Ilinykh        | Équipe nationale de Russie       |
| 21-23 | Tour de l'île de Zhoushan                               | 2.2    | Charlotte Becker     | Wiggle Honda                     |
| 22-25 | Tour d'Adyguée                                          | 2.2    | Natalia Boyarskaya   | Servetto Footon                  |
| 28    | Championnat d'Asie-contre-la-montre                     | CC     | Na Ah-reum           | Équipe nationale de Corée du Sud |
| 30    | Boels Rental Hills Classic                              | 1.1    | Emma Johansson       | Orica-AIS                        |
| 31    | 7-Dorpenomloop van Aalburg                              | 1.2    | Marianne Vos         | Rabo Liv Women                   |
| 31    | Championnat d'Asie-course en ligne                      | CC     | Hsiao Mei-yu         | Équipe nationale de Taipei       |
| 31    | Grand Prix de Plumelec-Morbihan Dames                   | 1.2    | Audrey Cordon        | Hitec Products                   |
| 31-1  | Auensteiner-Radsporttage                                | 2.2    | Lisa Brennauer       | Specialized-Lululemon            |

### Juin
| Date  | Course                                  | Classe | Vainqueur              | Équipe                         |
| ----- | --------------------------------------- | ------ | ---------------------- | ------------------------------ |
| 1     | Philadelphia Cycling Classic            | 1.1    | Evelyn Stevens         | Specialized-Lululemon          |
| 1     | Gooik-Geraardsbergen-Gooik              | 1.1    | Marianne Vos           | Rabo Liv Women                 |
| 6     | Nagrada Ljubljane TT                    | 1.2    | Martina Ritter         | BTC City Ljubljana             |
| 6     | Chrono Gatineau                         | 1.1    | Tayler Wiles           | Specialized-Lululemon          |
| 7     | Grand Prix cycliste de Gatineau         | 1.1    | Denise Ramsden         | Optum-Kelly Benefit Strategies |
| 10    | Durango-Durango Emakumeen Saria         | 1.2    | Marianne Vos           | Rabo Liv Women                 |
| 12-15 | Emakumeen Euskal Bira                   | 2.1    | Pauline Ferrand-Prévot | Rabo Liv Women                 |
| 15    | Diamond Tour                            | 1.2    | Jolien D'Hoore         | Lotto Belisol Ladies           |
| 15    | Grand Prix du canton d'Argovie          | 1.2    | Katarzyna Niewiadoma   | Rabo Liv Women                 |
| 21    | Tour du Trentin-Haut-Adige-Tyrol-du-Sud | 2.1    | Valentina Scandolara   | Orica-AIS                      |

### Juillet
| Date  | Course                                           | Classe | Vainqueur            | Équipe                         |
| ----- | ------------------------------------------------ | ------ | -------------------- | ------------------------------ |
| 4-13  | Tour d'Italie                                    | 2.1    | Marianne Vos         | Rabo Liv Women                 |
| 6     | White Spot-Delta Road Race                       | 1.2    | Leah Kirchmann       | Optum-Kelly Benefit Strategies |
| 10    | Championnat d'Europe du contre-la-montre espoirs | CC     | Mieke Kröger         | Équipe nationale d'Allemagne   |
| 10-13 | Tour de Feminin - O cenu Ceskeho Svycarska       | 2.2    | Brianna Walle        | Optum-Kelly Benefit Strategies |
| 12    | Championnat d'Europe sur route espoirs           | CC     | Sabrina Stultiens    | Équipe nationale des Pays-Bas  |
| 14-20 | Tour de Thuringe                                 | 2.1    | Evelyn Stevens       | Specialized-Lululemon          |
| 16-20 | Tour de Bretagne                                 | 2.2    | Elisa Longo Borghini | Hitec Products                 |
| 19-20 | BeNe Ladies Tour                                 | 2.2    | Emma Johansson       | Orica-AIS                      |
| 27    | La course by Le Tour de France                   | 1.1    | Marianne Vos         | Rabo Liv Women                 |

### Août
| Date  | Course                     | Classe | Vainqueur             | Équipe                |
| ----- | -------------------------- | ------ | --------------------- | --------------------- |
| 2     | Erpe-Mere-Erondegem        | 1.2    | Ann-Sophie Duyck      | Autoglas Wetteren     |
| 3     | Tour de Bochum             | CDM    | Marianne Vos          | Rabo Liv Women        |
| 10-16 | Route de France            | 2.1    | Claudia Lichtenberg   | Giant-Shimano         |
| 15-17 | Tour de Norvège            | 2.2    | Anna van der Breggen  | Rabo Liv Women        |
| 22    | Open de Suède Vårgårda TTT | CDM    | Specialized-Lululemon | Specialized-Lululemon |
| 23-27 | Trophée d'Or Féminin       | 2.2    | Elisa Longo Borghini  | Hitec Products        |
| 24    | Open de Suède Vårgårda     | CDM    | Chantal Blaak         | Specialized-Lululemon |
| 30    | Grand Prix de Plouay       | CDM    | Lucinda Brand         | Rabo Liv Women        |

### Septembre
| Date  | Course                                               | Classe | Vainqueur              | Équipe                     |
| ----- | ---------------------------------------------------- | ------ | ---------------------- | -------------------------- |
| 2-7   | Tour Cycliste Féminin International de l'Ardèche     | 2.2    | Linda Villumsen        | Wiggle Honda               |
| 2-7   | Boels Rental Ladies Tour                             | 2.1    | Evelyn Stevens         | Specialized-Lululemon      |
| 11-15 | Lotto Belisol Belgium Tour                           | 2.2    | Annemiek van Vleuten   | Rabo Liv Women             |
| 12-14 | Tour de Toscane féminin-Mémorial Michela Fanini      | 2.2    | Shelley Olds           | Alé Cipollini              |
| 14    | Chrono champenois-Trophée européen                   | 1.1    | Hanna Solovey          | Équipe nationale d'Ukraine |
| 21    | Championnats du monde - contre-la-montre par équipes | CM     | Specialized-Lululemon  | Specialized-Lululemon      |
| 23    | Championnats du monde - contre-la-montre             | CM     | Lisa Brennauer         | Allemagne                  |
| 27    | Championnats du monde - course en ligne              | CM     | Pauline Ferrand-Prévot | France                     |

### Octobre
| Date | Course             | Classe | Vainqueur      | Équipe                       |
| ---- | ------------------ | ------ | -------------- | ---------------------------- |
| 11   | Tour d'Émilie      | 1.1    | Rossella Ratto | Estado de México-Faren Kuota |
| 19   | Chrono des Nations | 1.1    | Hanna Solovey  | Équipe nationale d'Ukraine   |

## Classements UCI
| #   | Cycliste               | Points |
| --- | ---------------------- | ------ |
| 1.  | Marianne Vos           | 1363   |
| 2.  | Emma Johansson         | 1315   |
| 3.  | Elizabeth Armitstead   | 923,25 |
| 4.  | Kirsten Wild           | 877,25 |
| 5.  | Lisa Brennauer         | 846    |
| 6.  | Giorgia Bronzini       | 845    |
| 7.  | Anna van der Breggen   | 839    |
| 8.  | Pauline Ferrand-Prévot | 815    |
| 9.  | Shelley Olds           | 792    |
| 10. | Elisa Longo Borghini   | 659    |

| #   | Équipe                 | Points  |
| --- | ---------------------- | ------- |
| 1.  | Rabo Liv Women         | 3422,75 |
| 2.  | Specialized-Lululemon  | 2230    |
| 3.  | Boels Dolmans          | 2102    |
| 4.  | Orica-AIS              | 1925,5  |
| 5.  | Giant-Shimano          | 1914    |
| 6.  | Hitec Products         | 1431,5  |
| 7.  | Wiggle Honda           | 1252    |
| 8.  | Astana BePink Womens   | 1197    |
| 9.  | Alé Cipollini          | 1176    |
| 10. | Estado de Mexico Faren | 851     |

| #   | Pays        | Points  |
| --- | ----------- | ------- |
| 1.  | Pays-Bas    | 4073    |
| 2.  | Italie      | 2445    |
| 3.  | États-Unis  | 2142,25 |
| 4.  | Allemagne   | 1679,25 |
| 5.  | Royaume-Uni | 1436,25 |
| 6.  | France      | 1411    |
| 7.  | Suède       | 1408,5  |
| 8.  | Belgique    | 1001    |
| 9.  | Australie   | 899,75  |
| 10. | Russie      | 795     |